# José de Cabrera
José de Cabrera fue un militar que se desempeñó como gobernador interino del Tucumán entre 1757 y 1758.
Al ser ascendido su antecesor Juan Francisco Pestaña Chamucero como presidente de la Real Audiencia de Charcas, este nombró a José de Cabrera para ocupar el cargo de gobernador de forma interina.
Cabrera había nacido en Salta y asumió el cargo el 22 de agosto de 1757. Por el escaso tiempo que fue gobernador, se lo caracterizó como un gobernante ineficiente. Fue reemplazado el 10 de febrero de 1758 por Joaquín Espinosa y Dávalos.